# Suliki
Suliki (niem. Döhrings) – osada w Polsce położona w województwie warmińsko-mazurskim, w powiecie kętrzyńskim, w gminie Korsze.
W latach 1975–1998 miejscowość administracyjnie należała do województwa olsztyńskiego.
Od 2015 roku przez wieś przebiega szlak rowerowy Green Velo, łączący w tym miejscu Sępopol i Korsze oraz Barciany.